# Барбоса, Мариано
Мариано Дамиан Барбоса (исп. Mariano Damián Barbosa; родился 27 июля 1984 года, Ланус, Аргентина) — аргентинский футболист, вратарь, тренер.

## Клубная карьера
Барбоса начал карьеру в клубе «Банфилд». Он постепенно завоевал место в основе и провёл в команде три сезона. В 2005 году Мариано перешёл в испанский «Вильярреал». Сумма трансфера составила 2 млн. евро. Барбоса был в команде в качестве дублёра основного вратаря Себастьяна Виеры. 28 августа в матче против «Осасуны» Мариано дебютировал в Ла Лиге. После прихода в «Вильярреал» Диего Лопеса Барбоса решил покинуть клуб и перешёл в «Рекреативо». Но из-за хорошей игры основного голкипера команды Стефано Соррентино Мариано ни разу не вышел на поле.
В 2008 году Барбоса вернулся на родину в «Эстудиантес». 16 ноября в матче против «Архентинос Хуниорс» он дебютировал в аргентинской Примере за новую команду. Для получения игровой практики Марино в начале 2009 года перешёл в «Ривер Плейт» на правах аренды. 8 марта в поединке против «Арсенала» из Саранди он дебютировал за новую команду.
Летом того же года Мариано перешёл в мексиканский «Атлас». 17 августа в матче против «Америки» он дебютировал в мексиканской Примере. Реанимировав карьеру в Мексике, по окончании сезона Барбоса вернулся в Испанию. Летом 2010 года он стал игроком клуба «Лас-Пальмас». 28 августа в матче против «Химнастика» из Таррагоны Мариано дебютировал в Сегунде. За команду с Канарских островов Барбоса выступал на протяжении четырёх сезонов и сыграл более 150 матчей.
Летом 2014 года у Марино закончился контракт, и он на правах свободного агента перешёл в «Севилью». 23 августа в поединке против «Валенсии» он дебютировал за андалусийцев. В конце сезона Барбоса стал победителем Лиги Европы в составе «Севильи». Летом 2015 года Барбоса вернулся в «Вильярреал».

## Международная карьера
В 2003 году в составе молодёжной сборной Аргентины Барбоса занял четвёртое место на молодёжном чемпионате мира в ОАЭ. На турнире он сыграл в 1/16 финала против сверстников из Египта, сменив в воротах Густаво Эберто.

## Достижения
Командные
 «Севилья»
- Суперкубок УЕФА — 2014
- Победитель Лиги Европы УЕФА — 2014/2015